# Catedral de Gloucester

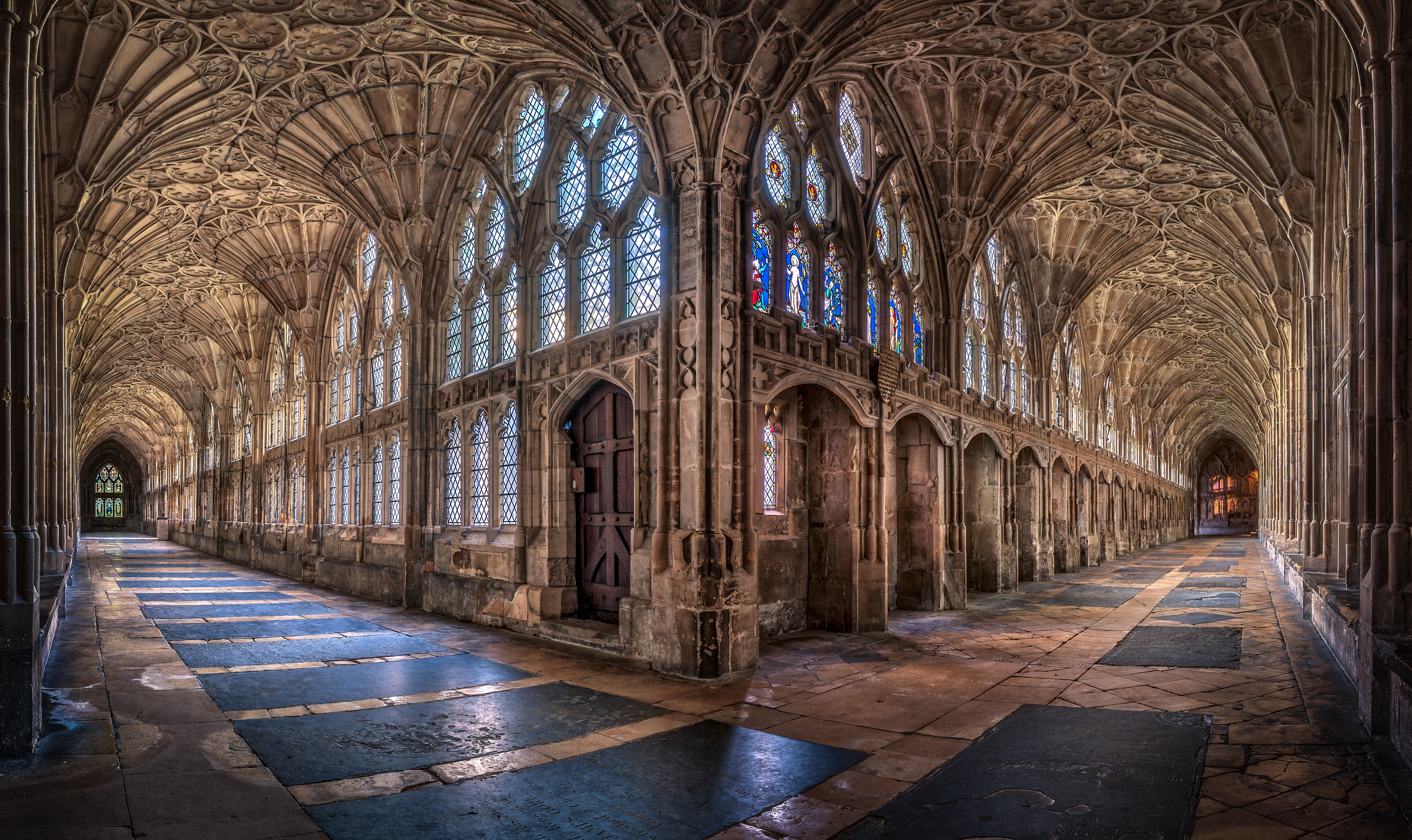
Claustros de la Catedral de Gloucester.

La catedral de Gloucester está situada en la ciudad británica de su mismo nombre, Gloucester, en el suroeste de Inglaterra. Construida a lo largo de muchos siglos, combina elementos románicos, de arquitectura gótica y de estilo Tudor.

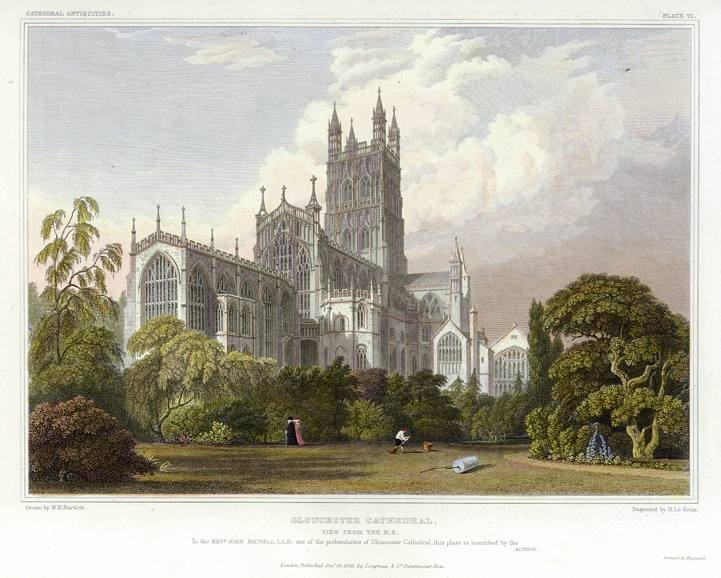
Catedral de Gloucester en 1828.

En este lugar se ha rendido culto durante más de 1300 años. Aquí había un pequeño monasterio anglosajón, fundado por Osric de Hwicce, príncipe de Mercia en 679. La primitiva comunidad incluía monjes y monjas y estuvo bajo el mando de Kyneburga (hermana del príncipe Osric). A comienzos del siglo XI, los monjes de la orden Benedictina fueron a vivir y trabajar a este monasterio. En 1089, Guillermo el Conquistador ordenó la construcción del edificio actual, al cual se le denominó como Abadía de San Pedro. En 1541 Enrique VIII disolvió la abadía y fundó la catedral para la nueva diócesis anglicana de Gloucester.
En la fachada oeste de esta iglesia hay un vitral de colores que muestra a un golfista. Esta vidriera policromada data de mediados del siglo XIV. Se dice que es la representación más antigua del golf del mundo.
Como dato curioso, esta catedral ha sido usada en los rodajes de la película de Harry Potter como Hogwarts.

## Historia

### Cimentaciones
Wardle registra que en 1058 Aldred, obispo de Worcester en ese momento, reconstruyó la iglesia de San Pedro. Las cimentaciones de la iglesia actual fueron establecidos por el abad  Serlo (1072-1104).  Walter Frocester (m. 1412) , el historiador de la abadía, se convirtió en su primer abad mitrado en 1381. Hasta 1541, Gloucester dependía de la sede de Worcester, pero luego se constituyó en sede separada, con John Wakeman, último abad de Tewkesbury, como su primer obispo. La diócesis cubre la mayor parte de Gloucestershire, con pequeñas partes de Herefordshire y de Wiltshire. La catedral tiene una vidriera que representa las primeras imágenes de golf. Estas datan de 1350, más de 300 años antes de la primera imagen de golf de Escocia. También hay una imagen tallada de personas jugando a un juego de pelota, que algunos creen que es una de las primeras imágenes del fútbol medieval.

### Construcción y arquitectura

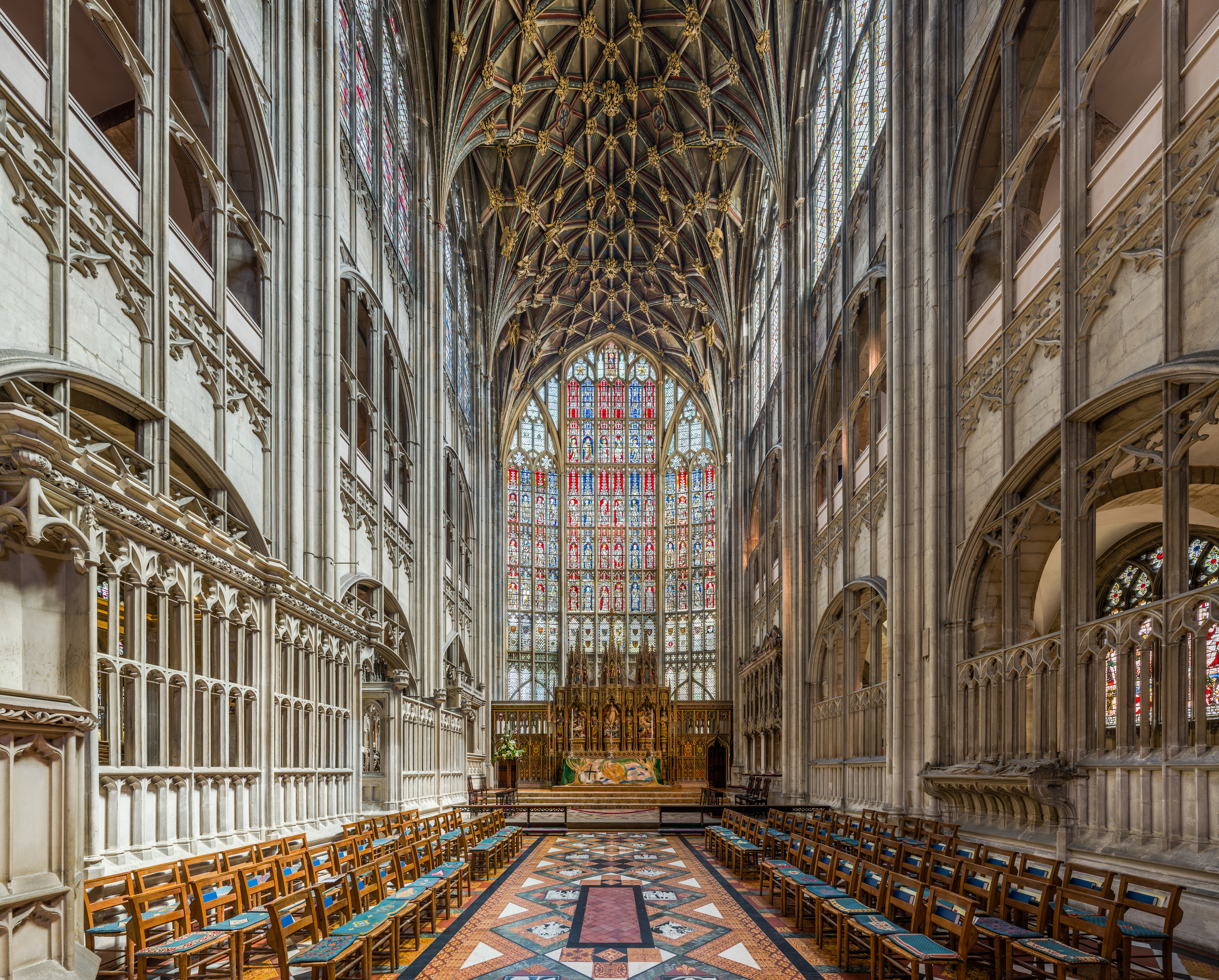
Las altísimas vidrieras detrás del altar mayor

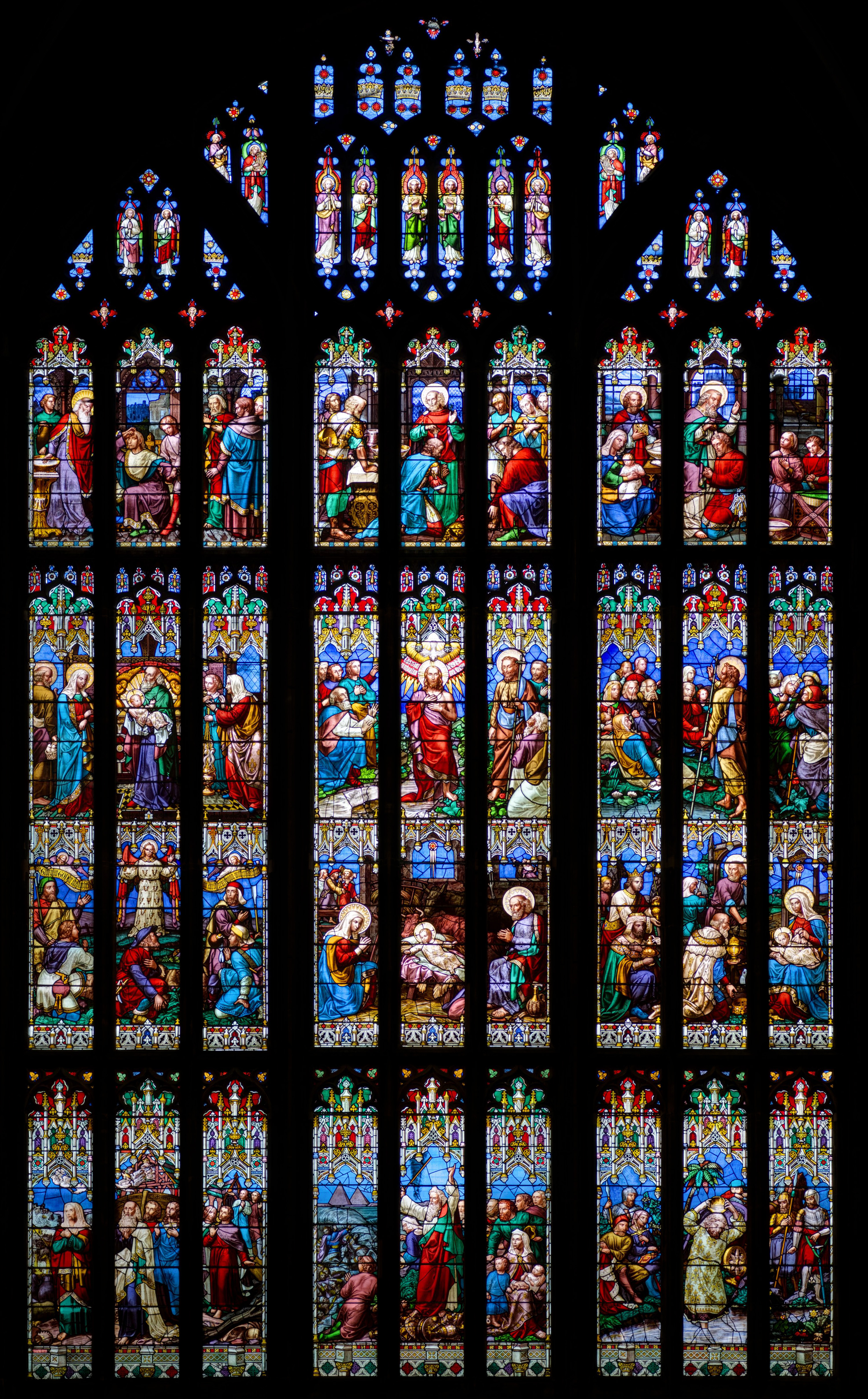
Ventana oeste de la catedral

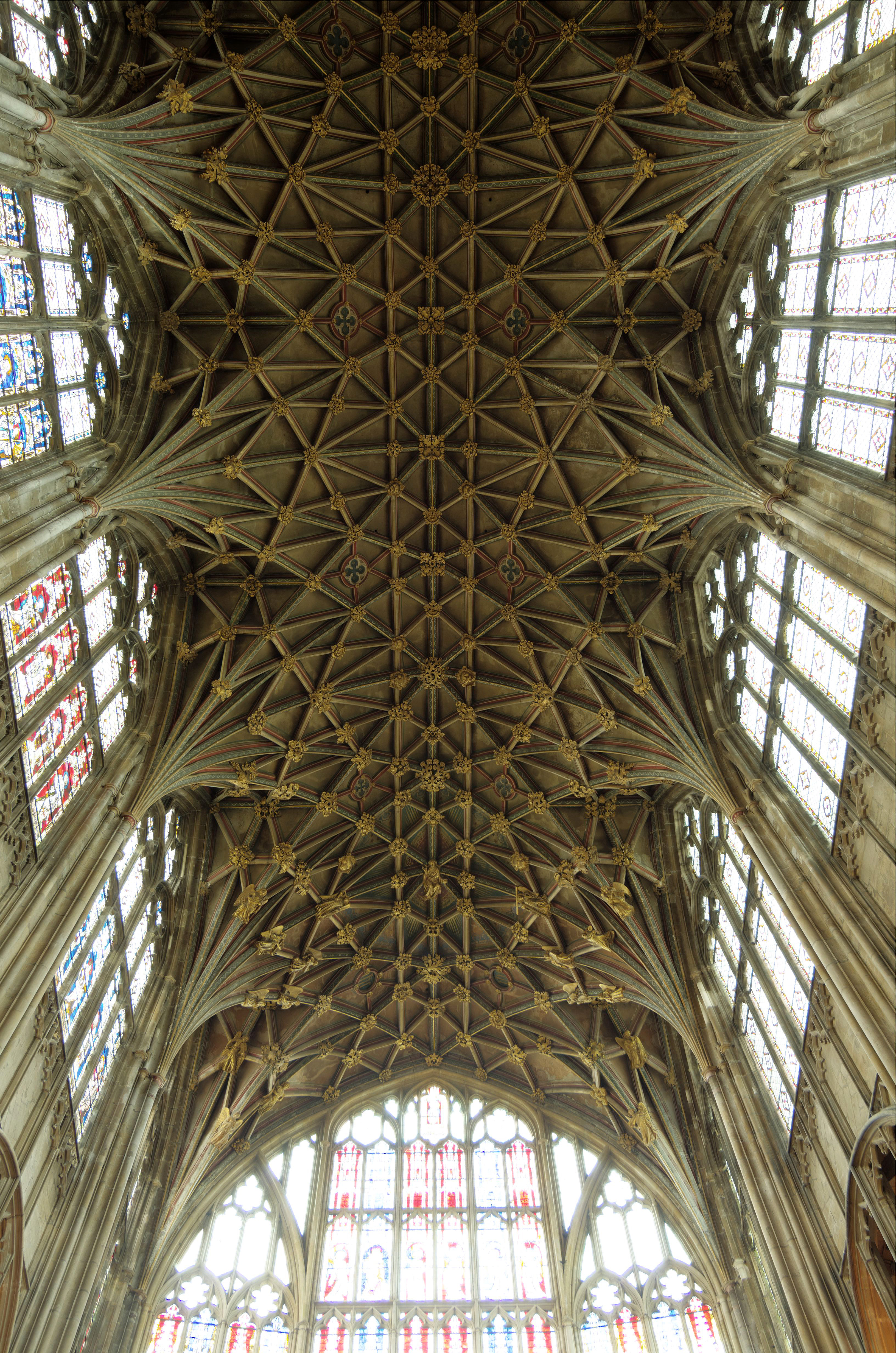
Techo abovedado de la catedral

La catedral, construida como la iglesia de la abadía, consta de un núcleo normando (Walter de Lacy está enterrado allí), con adiciones en todos los estilos de la arquitectura gótica. Tiene 128,0 m de largo y 43,9 m de ancho, con una elegante torre central del siglo XV que se eleva hasta una  altura de 68,6 m y que está rematada por cuatro delicados pináculos, siendo un hito urbano famoso. La nave es normanda masiva con un techo inglés temprano; la cripta, debajo del coro, las naves laterales y las capillas, son normandas, como lo es la sala capitular. La cripta es una de las cuatro criptas catedralicias absidales en Inglaterra, estando las otras en Worcester, Winchester y Canterbury.

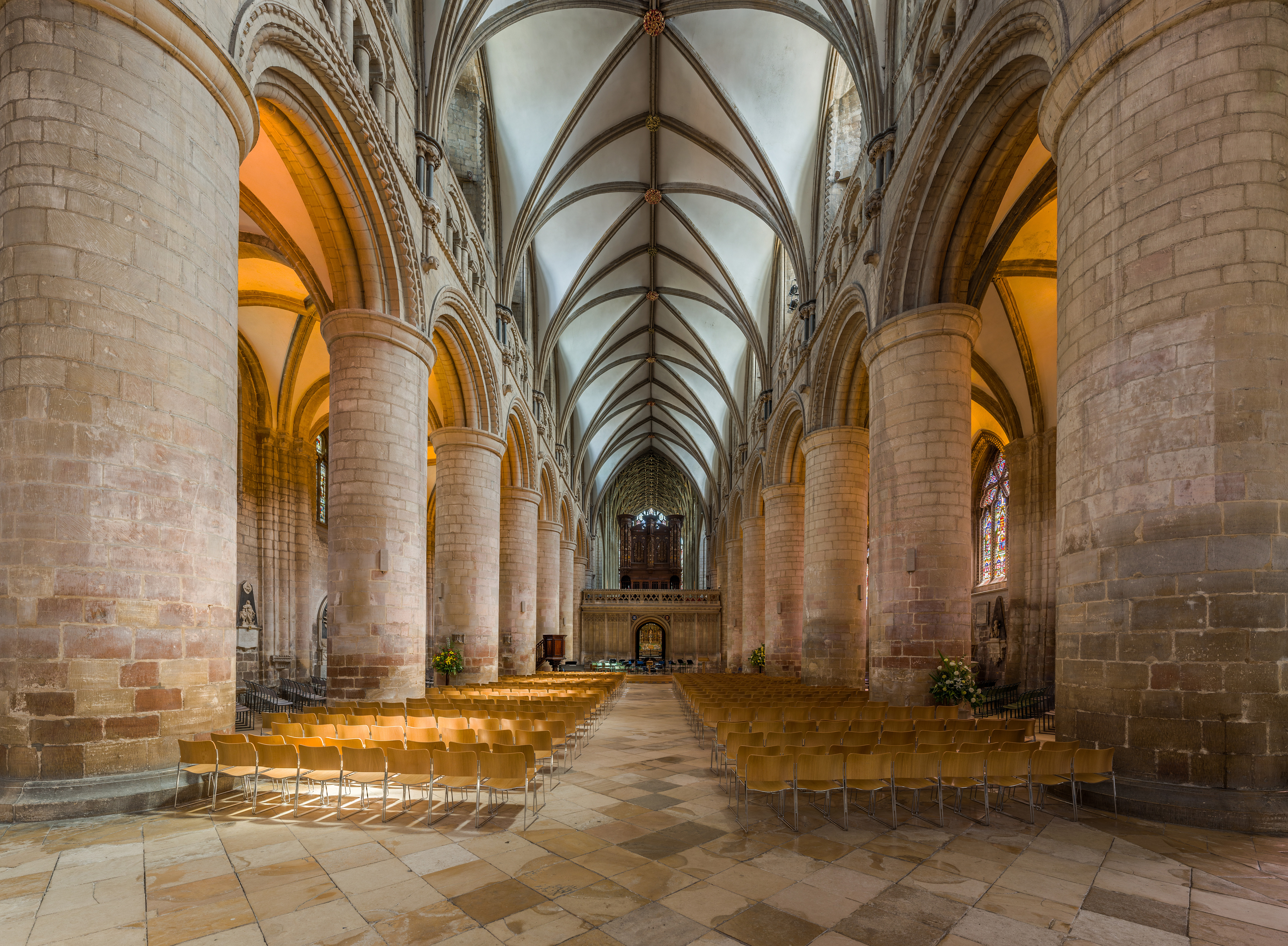
La nave mirando al este hacia el coro.

El porche sur es de estilo perpendicular, con un techo abovedado en abanico, como también el transepto norte, estando el sur gótico decorado de transición. El coro tiene tracería perpendicular sobre el trabajo normando, con una capilla absidial a cada lado: la bóveda del coro es particularmente rica. La última ventana decorada al este está parcialmente llena de vidrieras medievales sobrevivientes. Entre las capillas absidiales hay una Lady chapel en cruz, y al norte de la nave se encuentran los claustros, los sitiales para el estudio y la escritura de los monjes al sur. Los claustros de Gloucester son las primeras bóvedas de abanico sobrevivientes, diseñadas entre 1351 y 1377 por Thomas de Canterbury.
El monumento más notable es el santuario con canpio de Eduardo II de Inglaterra que fue asesinado en el cercano castillo de Berkeley. El edificio y el santuario se enriquecieron con las visitas de peregrinos a este santuario. En una capilla lateral hay un monumento en madera de turbera de Robert Curthose, el hijo mayor de Guillermo el Conquistador y un gran benefactor de la abadía, que fue enterrado allí. También son dignos de mención los monumentos de William Warburton (obispo de Gloucester) y de Edward Jenner (médico). La abadía fue el lugar de la coronación de Enrique III, el único monarca desde la conquista normanda que no fue coronado en la abadía de Westminster. Esto se conmemora en una vidriera en la nave lateral sur.
Entre 1873 y 1890, y en 1897, la catedral fue ampliamente restaurada en el marco de las restauraciones victorianas por George Gilbert Scott.

#### Construcción reciente
En septiembre de 2016, la catedral de Gloucester se unió a la campaña de la Iglesia de Inglaterra,  ‘Shrinking the Footprint’ (Reducción de la huella). El objetivo de esa campaña es reducir las emisiones de carbono de la Iglesia de Inglaterra en conjunto, en un 80%. Para ayudar a alcanzar este objetivo, la catedral de Gloucester encargó a la compañía solar local Mypower que instalara una matriz en la nave de la catedral de Gloucester. Supuestamente, el sistema fotovoltaico reducirá los costos de energía de la catedral  en un 25%. La instalación se completó en noviembre de 2016. La catedral, con más de 1000 años de antigüedad, es ahora el edificio más antiguo del mundo que se ha sometido a una instalación solar.

#### Misericordias
La catedral tiene cuarenta y seis misericordias del siglo XIV y doce reemplazadas del siglo XIX por Gilbert Scott. Ambos tipos tienen una amplia gama de temas: mitología, acontecimientos cotidianos, simbolismo religioso y folklore.

## Enterramientos y monumentos
La catedral de Gloucester tiene una gran colección de monumentos funerarios que datan desde la Edad Media hasta la actualidad. Algunas de las personas notables enterradas en la catedral de Gloucester son:
- Osric, rey de los Hwicce
- Robert Curthose, hijo mayor de Guillermo el Conquistador;
- Eduardo II de Inglaterra, séptimo reyPlantagenet de Inglaterra (1307–1327)
- John Wakeman, último abad de Tewkesbury y primer obispo de Gloucester (1541–1550)
- James Brooks obispo de Gloucester (1554–1558)
- Richard Cheyney, obispo de Gloucester (1562–1579)
- John Bullingham, obispo de Gloucester (1581–1598)
- Miembros de la familia Hyett de los siglos XVII y XVIII, cuyos restos fueron descubiertos accidentalmente en noviembre de 2015.[7]
- William Nicholson obispo de Gloucester (1660–1672);
- Martin Benson, obispo de Gloucester (1734–1752);
- Richard Pate, lterrateniente y miembro del Parlamento por Gloucester;
- Thomas Machen, mercer que fue mayor de Gloucester  tres veces y una vez Miembro del Parlamento por la ciudad;
- Dorothea Beale, directora del  Cheltenham Ladies' College, reformadora educativa y sufragista;
- Ralph Bigland (1712–1784),  Garter Principal King of Arms;
- Miles Nightingall (1768–1829), general del ejército;
- Albert Mansbridge (1876–1952),  pionero de la educación de adultos en Gran Bretaña;
- John Yates (1925–2008), obispo de Gloucester 1975-1992

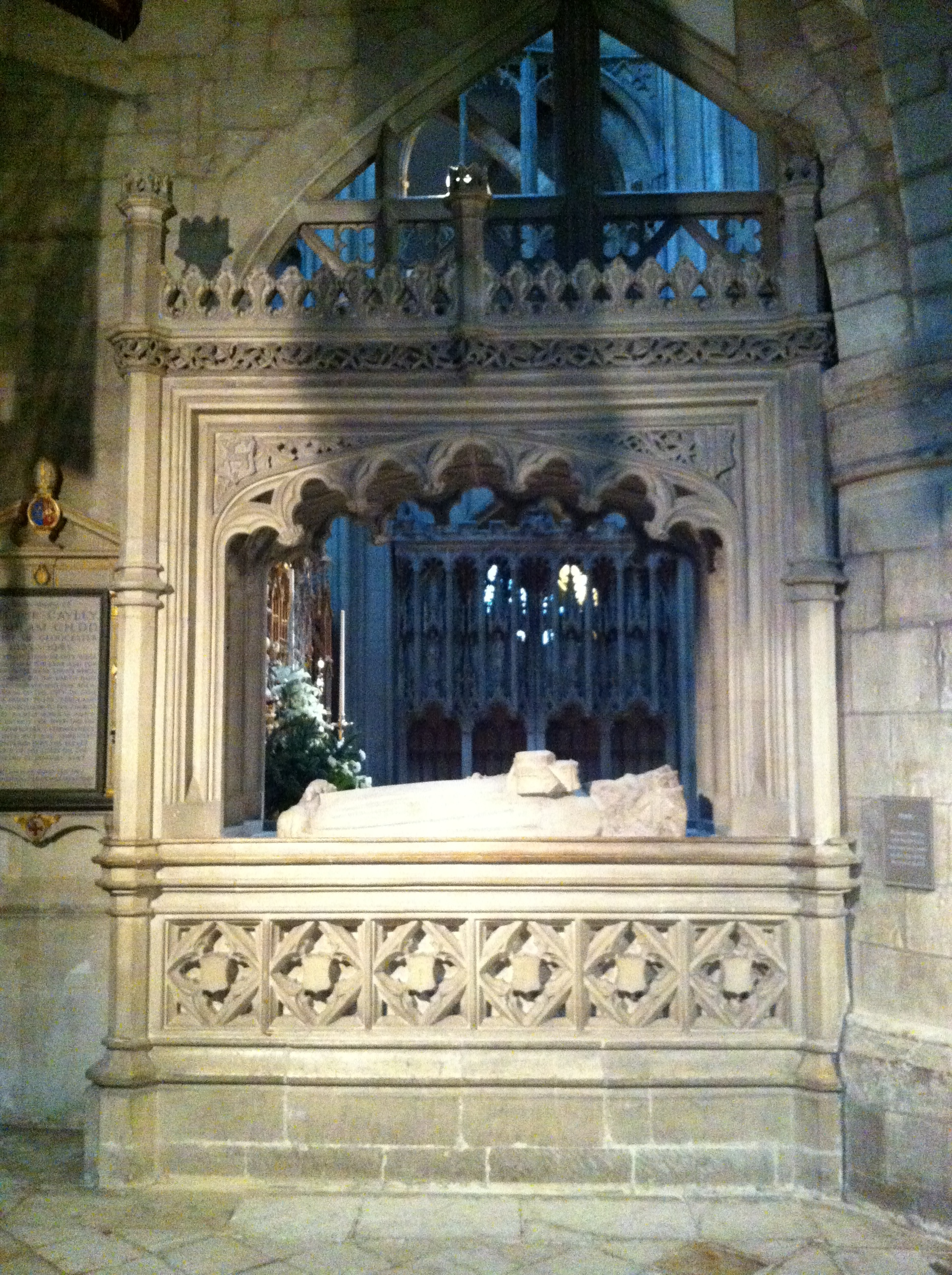
Tumba de Osric, rey de los Hwicce
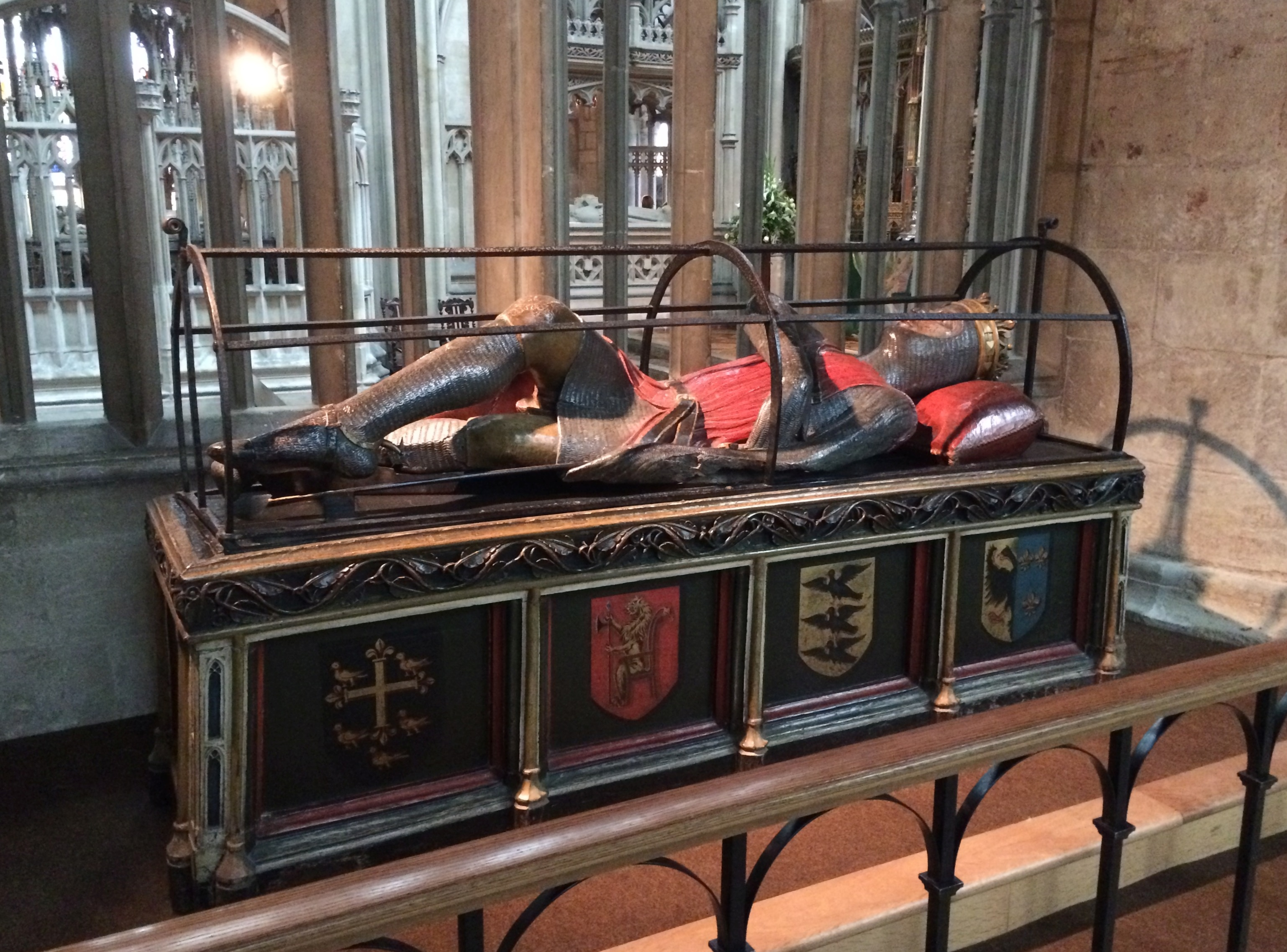
Tumba de Robert Curthose
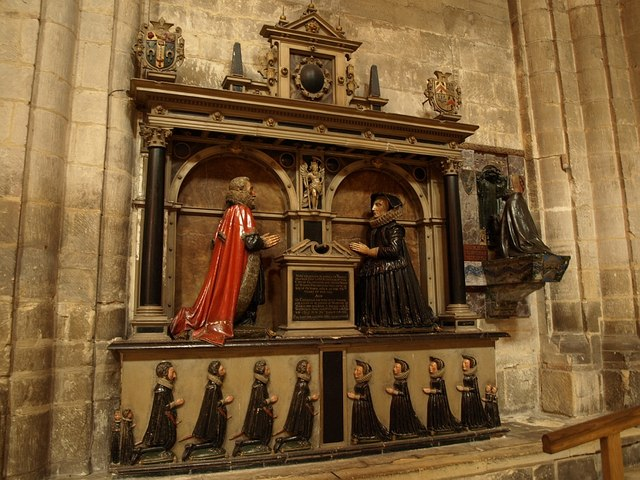
Tumba de Thomas Machen
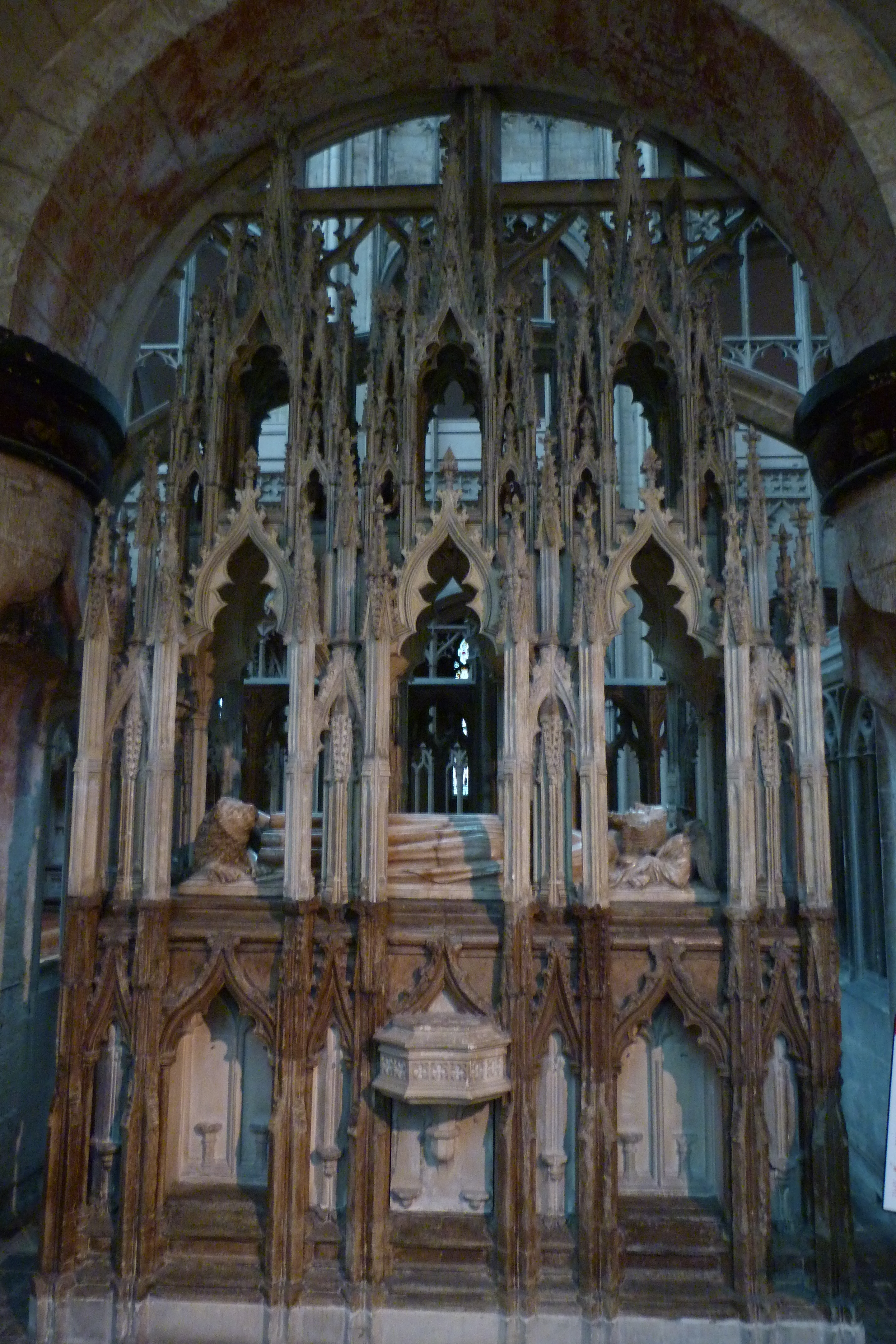
Tumba de Edward II of England
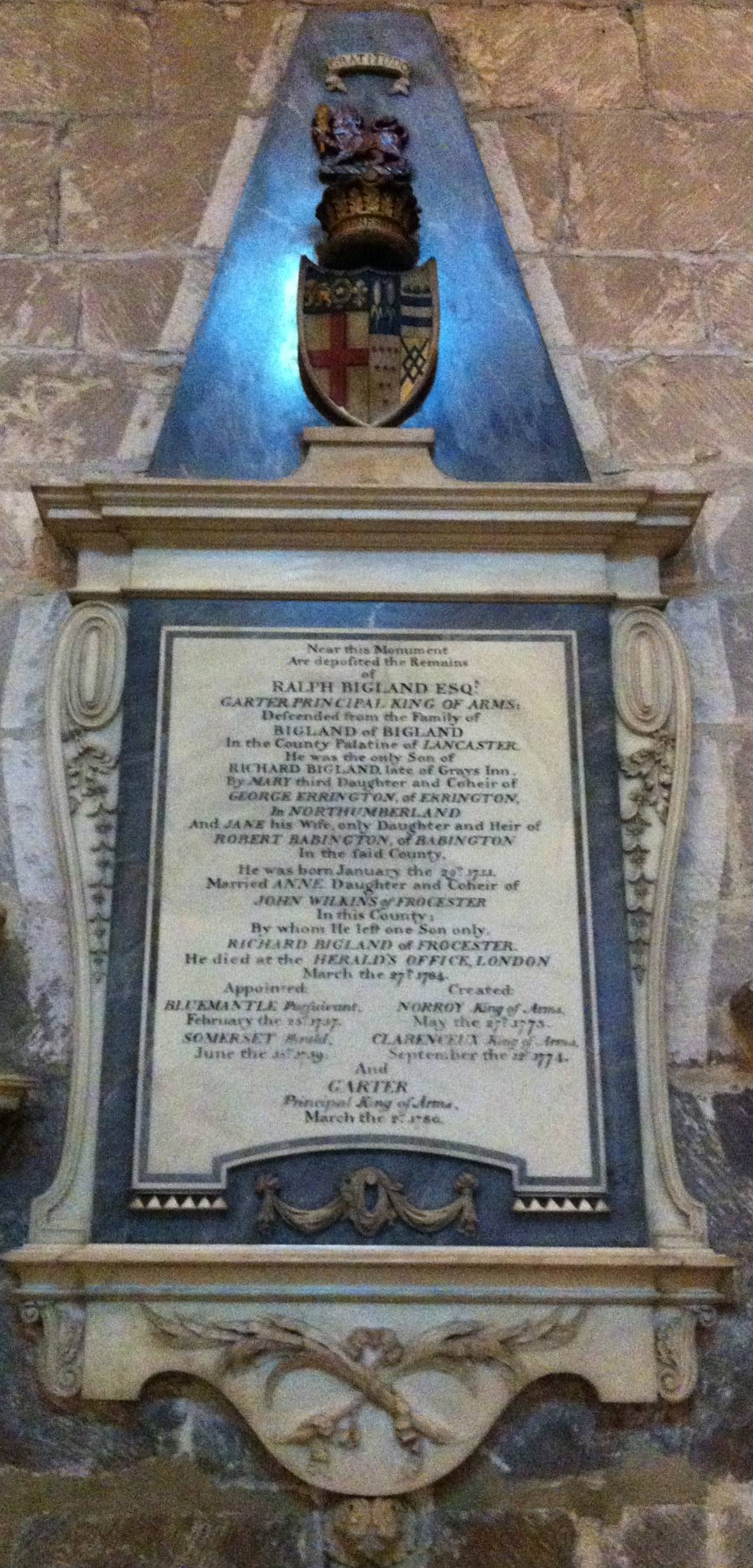
Memorial a Ralph Bigland
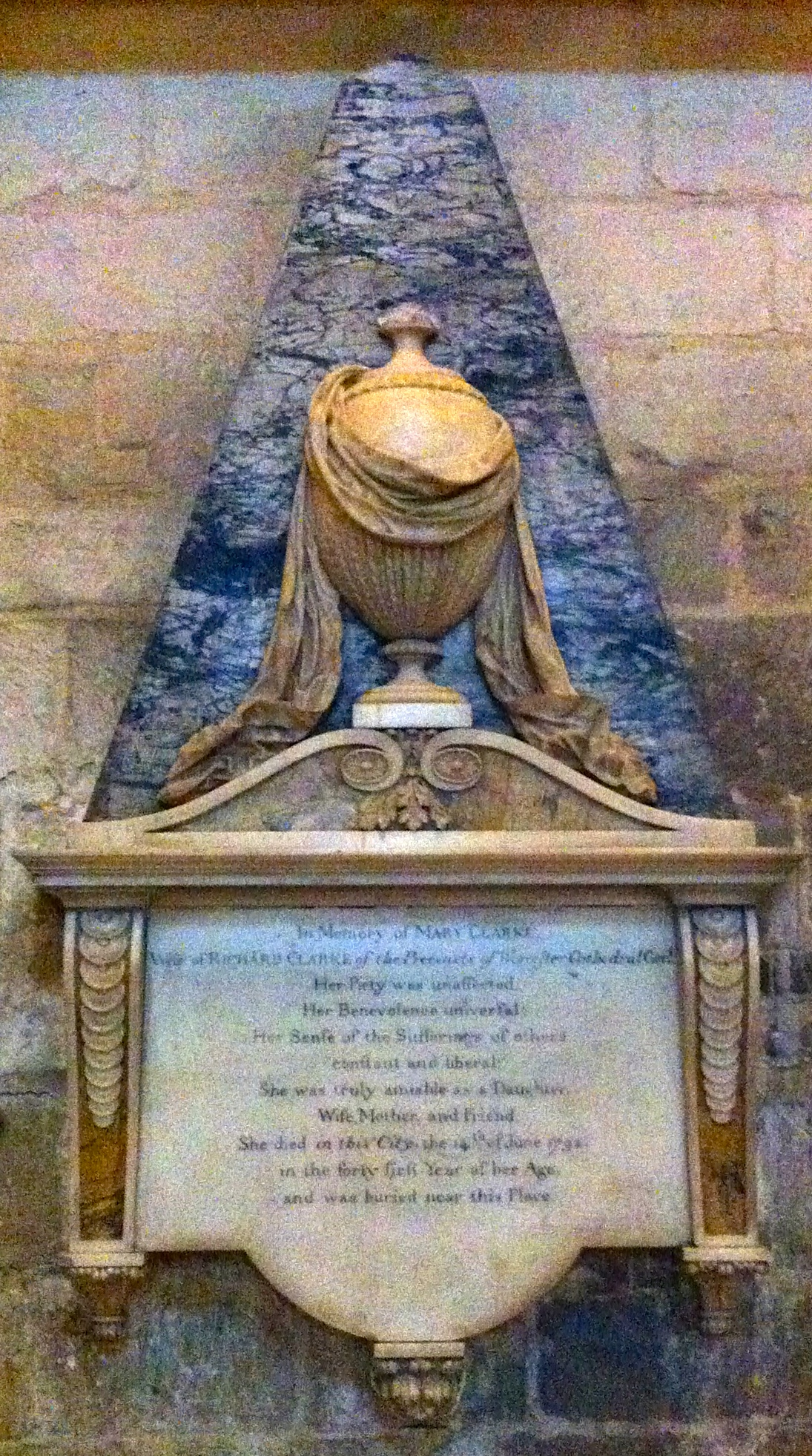
Memorial a Mary Clarke
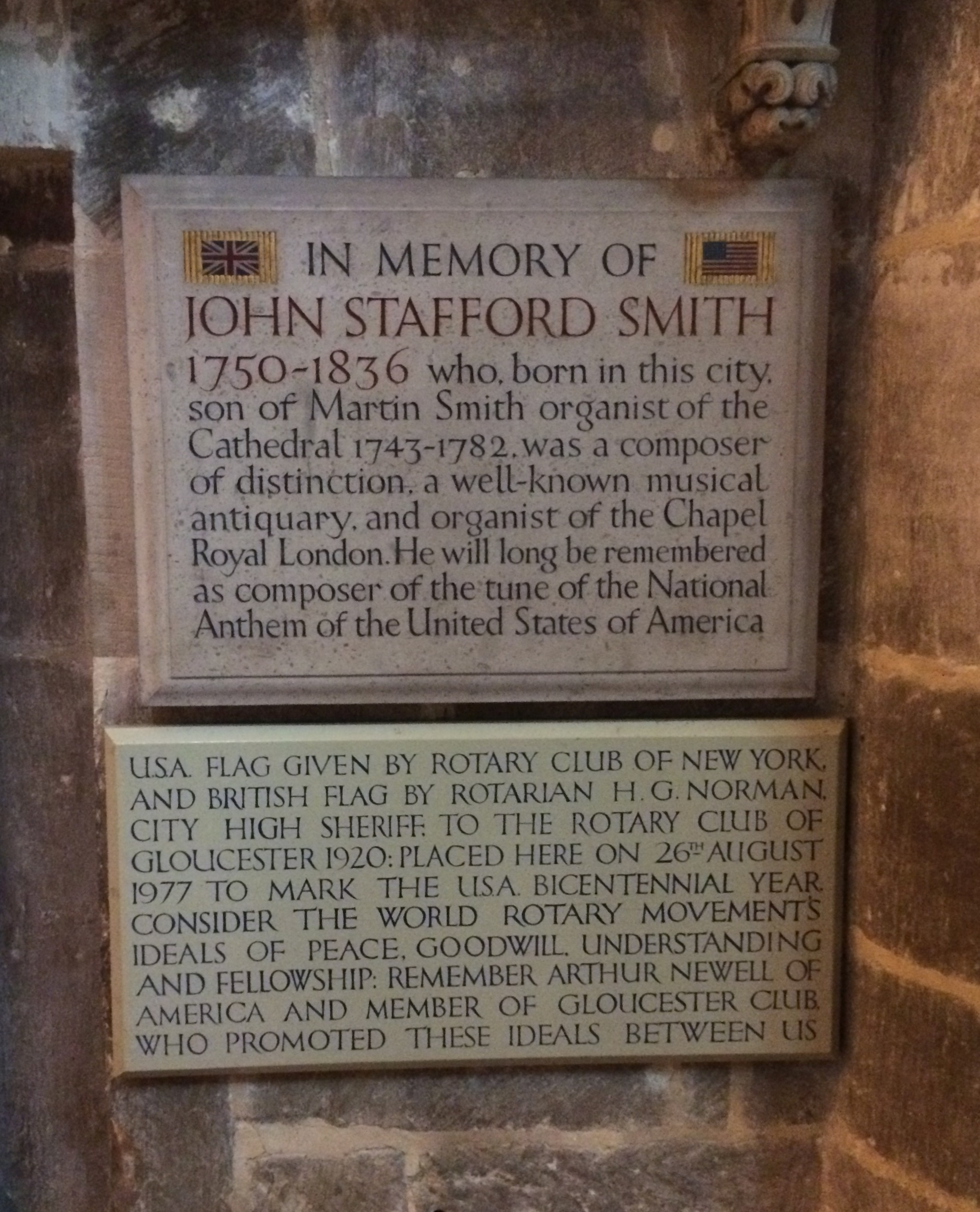
Memorial a John Stafford Smith
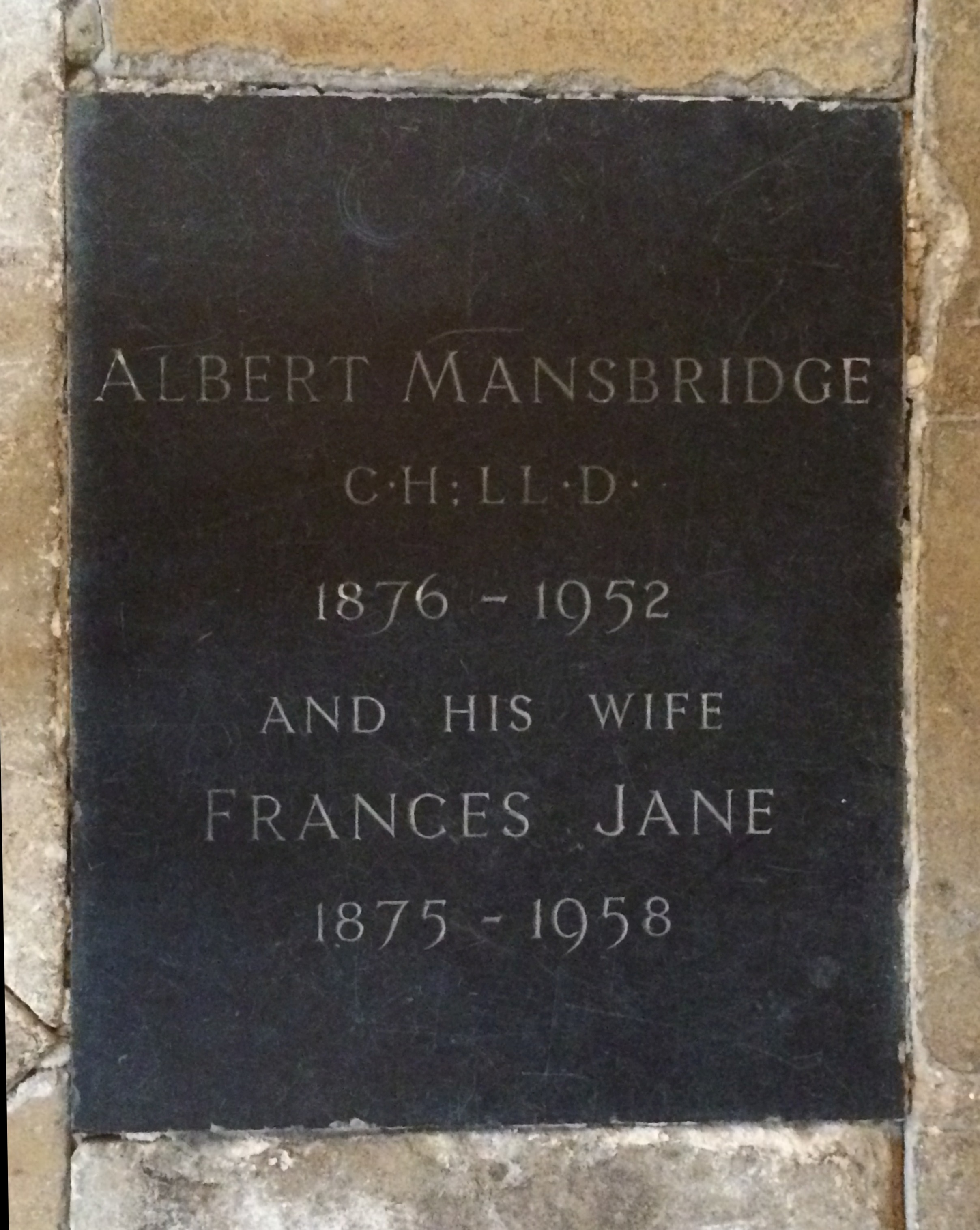
Lápida de Albert Mansbridge
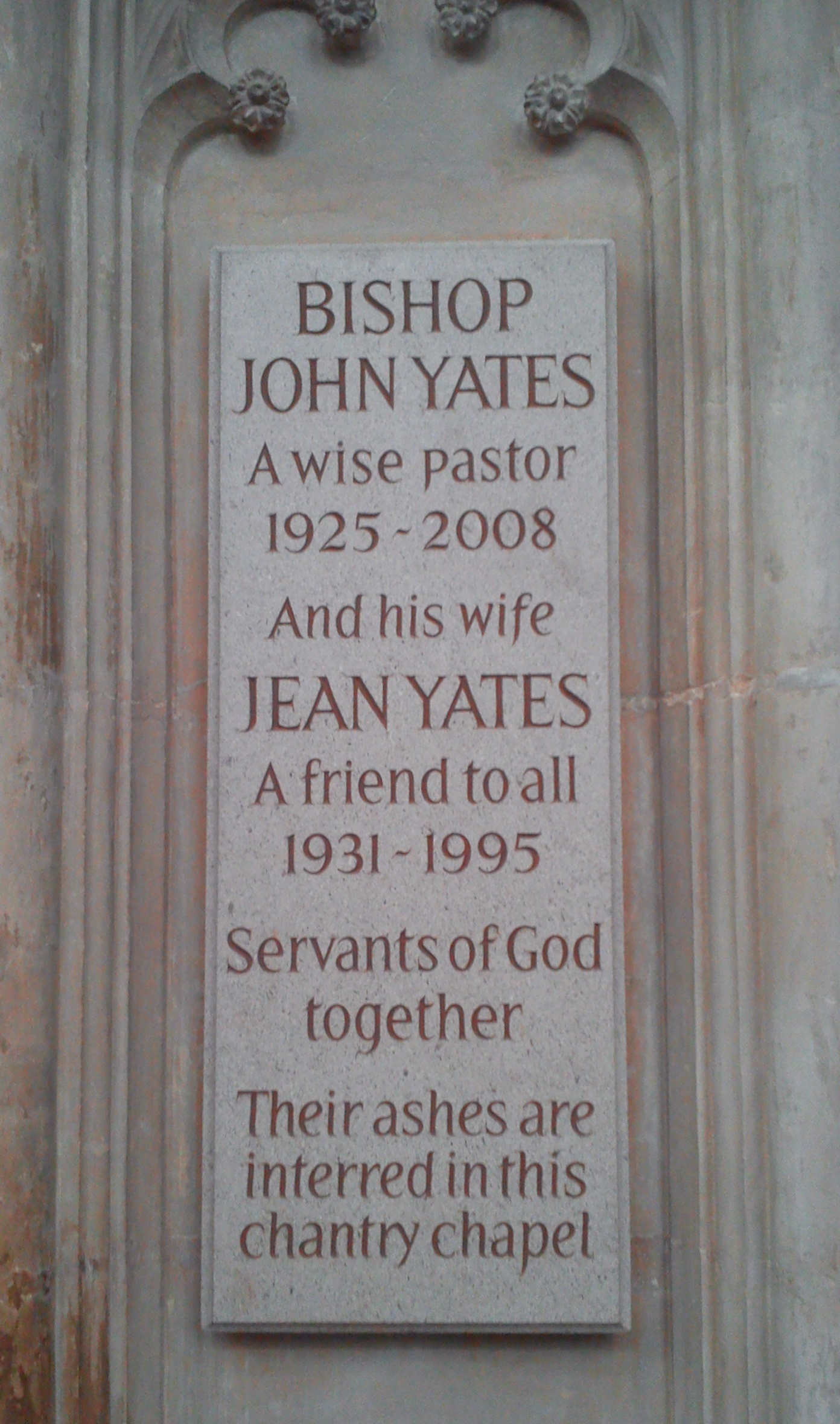
Memorial a John Yates